# Margherita di Borbone-Clermont (1344-1416)

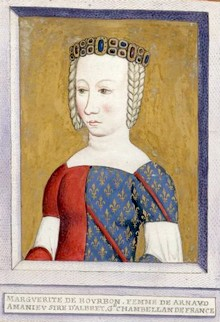
Margherita di Borbone

Margherita di Borbone (1344 – 1416) fu una Borbone che fu Signora d'Albret e contessa consorte di Dreux, dal 1368 al 1401.

## Origine
Margherita, sia secondo la Histoire du Bourbonnais et des Bourbons qui l'ont possédé, Volume 1, che secondo la Histoire généalogique et chronologique de la maison royale de France era  figlia del secondo Duca di Borbone e Conte di Clermont, Pietro I e di sua moglie, la principessa francese Isabella di Valois, che, secondo la Chronique parisienne anonyme du XIVe siècle era figlia del conte di Valois, Conte di Angiò e del Maine, conte d'Alençon e conte di Chartres, che fu anche Imperatore consorte titolare dell'Impero Romano d'Oriente e re titolare d'Aragona, Carlo di Valois e della sua terza moglie, Matilde di Châtillon ed era sorella (Margherita era la nipote) del futuro re di Francia Filippo di Valois, e di Bianca di Valois (1317 - 1348), moglie di Carlo, conte di Lussemburgo, re di Boemia, Re dei Romani e futuro Imperatore del Sacro Romano Impero.
Pietro I di Borbone, ancora sia secondo la Chronique parisienne anonyme du XIVe siècle, che la Histoire du Bourbonnais et des Bourbons qui l'ont possédé, Volume 1, e la Histoire généalogique et chronologique de la maison royale de France era il figlio primogenito del Signore e poi primo duca di Borbone, conte di Clermont e conte di La Marche, Luigi I e della moglie, Maria di Avesnes, nota anche come Maria di Hainaut.
Margherita era la sorella di Giovanna, moglie di Carlo V di Francia e di Bianca, moglie del re di Castiglia e León, Pietro I.

## Biografia
Suo padre, Pietro I, fu ucciso durante la battaglia; il suo corpo fu trasportato a Parigi e sepolto nella Chiesa dei Giacobini (Couvent des Jacobins). Nei suoi titoli gli succedette l'unico figlio maschio, Luigi, come Luigi II.
Il 23 giugno 1358, sua madre, Isabella, lasciò ai figli 25.000 Livre tournois e, dopo aver preso il velo, si ritirò nel convento di San Marcello dei francescani di Parigi.
Sia secondo la Histoire du Bourbonnais et des Bourbons qui l'ont possédé, Volume 1, che secondo la Histoire généalogique et chronologique de la maison royale de France, Margherita sposò Arnaud-Amanieu VIII, Signore d'Albret e conte di Dreux e anche visconte di Tartas.
Il contratto di matrimonio era stato concordato  il 4 maggio 1368, frutto di un accordo segreto tra il re di Francia, Carlo V, cugino di Margherita, e Arnaud-Amanieu che prevedeva un'alleanza militare.
Arnaud-Amanieu VIII era figlio del signore d'Albret, Bernard-Ezy V d'Albret, e della sua seconda moglie, Mathé d'Armagnac.
Nel 1382, suo marito, Arnaud-Amanieu, divenne Gran ciambellano di Francia.
Nel 1401, Margherita rimase vedova.

## Figli
Margherita diede al marito, Arnaud-Amanieu, tre figli:
- Carlo (?-Agincourt, 25 ottobre 1415), signore di Albret e conte di Dreux, connestabile di Francia[19];
- Luigi († prima del 1406), signore di Langoiran[19];
- Margherita († 1453), nel 1410 sposò Gastone I di Foix-Grailly[19].

## Ascendenza
|                                |                        |                              | Genitori                     |  |  | Nonni |  |  | Bisnonni            |  |  | Trisnonni           |  |
|                                |                        |                              |                              |  |  |       |  |  | Roberto di Clermont |  |  | Luigi IX di Francia |  |
|                                |                        |                              |                              |  |  |       |  |  | Roberto di Clermont |  |  | Luigi IX di Francia |  |
|                                |                        | Margherita di Provenza       |                              |  |  |       |  |  | Roberto di Clermont |  |  |                     |  |
| Luigi I di Borbone             |                        |                              |                              |  |  |       |  |  | Roberto di Clermont |  |  |                     |  |
|                                |                        | Beatrice di Borgogna-Borbone | Giovanni di Borgogna-Borbone |  |  |       |  |  |                     |  |  |                     |  |
|                                |                        | Beatrice di Borgogna-Borbone | Giovanni di Borgogna-Borbone |  |  |       |  |  |                     |  |  |                     |  |
|                                |                        | Beatrice di Borgogna-Borbone | Agnese di Borbone-Dampierre  |  |  |       |  |  |                     |  |  |                     |  |
| Pietro I di Borbone            |                        | Beatrice di Borgogna-Borbone |                              |  |  |       |  |  |                     |  |  |                     |  |
|                                |                        | Giovanni I di Hainaut        | Giovanni I d'Avesnes         |  |  |       |  |  |                     |  |  |                     |  |
|                                |                        | Giovanni I di Hainaut        | Giovanni I d'Avesnes         |  |  |       |  |  |                     |  |  |                     |  |
|                                |                        | Giovanni I di Hainaut        | Adelaide d'Olanda            |  |  |       |  |  |                     |  |  |                     |  |
| Maria di Avesnes               |                        | Giovanni I di Hainaut        |                              |  |  |       |  |  |                     |  |  |                     |  |
|                                |                        | Filippa di Lussemburgo       | Enrico V di Lussemburgo      |  |  |       |  |  |                     |  |  |                     |  |
|                                |                        | Filippa di Lussemburgo       | Enrico V di Lussemburgo      |  |  |       |  |  |                     |  |  |                     |  |
|                                |                        | Filippa di Lussemburgo       | Margherita di Bar            |  |  |       |  |  |                     |  |  |                     |  |
| Margherita di Borbone-Clermont |                        | Filippa di Lussemburgo       |                              |  |  |       |  |  |                     |  |  |                     |  |
|                                | Filippo III di Francia | Luigi IX di Francia          |                              |  |  |       |  |  |                     |  |  |                     |  |
|                                | Filippo III di Francia | Luigi IX di Francia          |                              |  |  |       |  |  |                     |  |  |                     |  |
|                                | Filippo III di Francia | Margherita di Provenza       |                              |  |  |       |  |  |                     |  |  |                     |  |
| Carlo di Valois                | Filippo III di Francia |                              |                              |  |  |       |  |  |                     |  |  |                     |  |
|                                |                        | Isabella d'Aragona           | Giacomo I d'Aragona          |  |  |       |  |  |                     |  |  |                     |  |
|                                |                        | Isabella d'Aragona           | Giacomo I d'Aragona          |  |  |       |  |  |                     |  |  |                     |  |
|                                |                        | Isabella d'Aragona           | Iolanda d'Ungheria           |  |  |       |  |  |                     |  |  |                     |  |
| Isabella di Valois             |                        | Isabella d'Aragona           |                              |  |  |       |  |  |                     |  |  |                     |  |
|                                |                        | Guido IV di Châtillon        | Guido III di Châtillon       |  |  |       |  |  |                     |  |  |                     |  |
|                                |                        | Guido IV di Châtillon        | Guido III di Châtillon       |  |  |       |  |  |                     |  |  |                     |  |
|                                |                        | Guido IV di Châtillon        | Matilda di Brabante          |  |  |       |  |  |                     |  |  |                     |  |
| Mahaut di Châtillon            |                        | Guido IV di Châtillon        |                              |  |  |       |  |  |                     |  |  |                     |  |
|                                |                        | Maria di Bretagna            | Giovanni II di Bretagna      |  |  |       |  |  |                     |  |  |                     |  |
|                                |                        | Maria di Bretagna            | Giovanni II di Bretagna      |  |  |       |  |  |                     |  |  |                     |  |
|                                |                        | Maria di Bretagna            | Beatrice d'Inghilterra       |  |  |       |  |  |                     |  |  |                     |  |
|                                |                        | Maria di Bretagna            |                              |  |  |       |  |  |                     |  |  |                     |  |

### Fonti primarie
- (FR)  Chronique parisienne anonyme du XIVe siècle.
- (ES)  Cronicas de los reyes Castilla: Cronica del rey don Pedro.
- (LA)  Recueil des historiens des Gaules et de la France. Tome 20.
- (LA)  Francisci Chronikon Pragense, Liber II

### Letteratura storiografica
- (FR)  Histoire généalogique et chronologique de la maison royale de France, Ducs de Bourbon.
- (FR)  Histoire généalogique et chronologique de la maison royale de France, Connestables de France.
- (FR)  #ES Histoire du Bourbonnais et des Bourbons qui l'ont possédé, Volume 1.
- (FR)  Histoire généalogique et chronologique de la maison royale de France, tomus III.
- (FR)  Documens historiques et généalogiques sur les familles et les hommes remarquables du Rouergue.
- (FR)  Le grand dictionnaire historique, ou Le mêlange curieux de l'histoire sacrée et profane...